# Julie Hansen
Julie Johanne Christiane Hansen, född 11 juni 1835 i Köpenhamn, död där 7 oktober 1895, var en dansk skådespelare. Hon var en av de ledande scenaktörerna vid Folketeatret från 1857 och framåt. 